# Bergons (Adour)
Pour les articles homonymes, voir Bergons.
Le Bergons est un affluent gauche de l'Adour, entre Louet et Saget, qui traverse le vignoble de Madiran aux confins du Gers, des Hautes-Pyrénées et des Pyrénées-Atlantiques, en France.
Le Bergons présente un homonyme en Lavedan.

## Géographie
Le Bergons se forme à Moncaup dans le Vic-Bilh. Il s'écoule vers le nord en direction de Madiran puis son cours s'infléchit légèrement vers l'ouest pour rejoindre l'Adour entre Riscle et Saint-Mont. Sa longueur est de 25,1 km.

### Communes et départements traversés
- Pyrénées-Atlantiques : Moncaup, Monpezat, Betracq, Crouseilles.
- Hautes-Pyrénées : Madiran, Saint-Lanne.
- Gers : Saint-Mont, Riscle, Maumusson-Laguin, Cannet.